# 國立霞丘陸上競技場

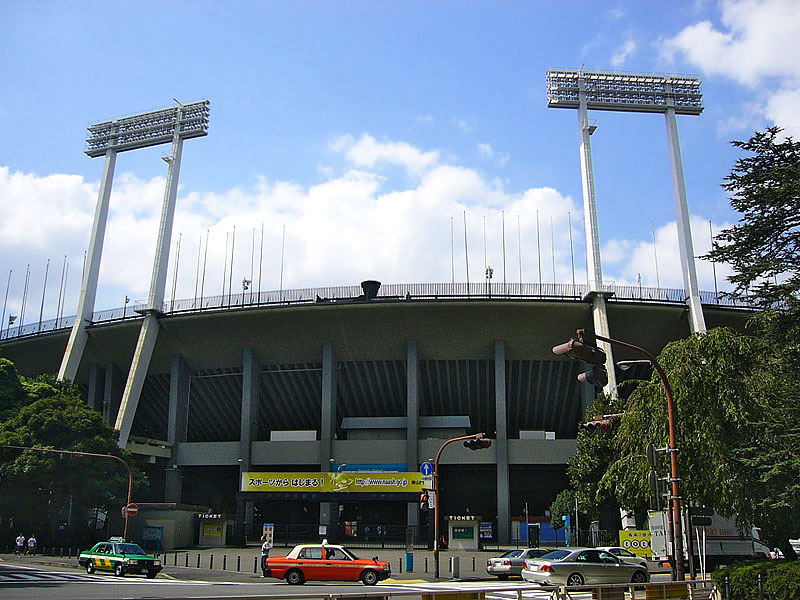
國立霞丘陸上競技場正門

國立霞丘陸上競技場（日语：／ Kokuritsu kasumigaoka rikujō kyōgijō */?；又譯國立霞丘田徑場）是日本東京霞丘一座已拆除的運動場，曾是東京最主要的大型運動場地，1958年啟用，提供48,000位座席。在當地口語的使用上，常被稱為「國立競技場」或「國立」，或與原址重建的新國立競技場區別而稱為「舊國立競技場」（／ Kyū kokuritsu kyōgijyō）。其為1964年東京奧運的主場館，也是日本國家足球隊的主場地，每年元旦舉行的天皇盃決賽、1月舉行的全國高等學校足球選手權大會、以及11月舉行的日本聯賽盃皆在此舉行，被譽為日本體育活動的聖地。因應2020年東京奧運舉行的需求，2014年7月起拆除重建為新國立競技場。

## 歷史
此地一帶在江戶時代為武家仕族青山氏的住宅，於明治時代被政府徵收成為青山練兵場，之後因明治神宮的建設而成為明治神宮外苑的一部分，並在1924年建成體育場，稱為「明治神宮外苑競技場」。1945年日本二戰投降後，明治神宮外苑競技場被盟軍占領當局（GHQ）接收、並更名為「尼爾·金尼克體育場」（ナイル・キニック・スタジアム）至1952年，歸還後由明治神宮外苑部管理。
由於明治神宮外苑競技場被規劃成為1958年東京亞運與1959年国民体育大会的主場地，因此於1956年轉歸國有，並進行改建，於1957年1月動工、1958年3月完工，改稱為「國立霞丘陸上競技場」。首項舉行的主要活動是1958年東京亞運，此後先後舉辦過多項大型運動會，包括1964年東京奧運。
為了滿足東京舉辦2020年夏季奧運及帕運的需要，相關單位決定將使用多年的國立霞丘陸上競技場予以重建，做為這兩個運動會的主場館（新國立競技場）。國立霞丘陸上競技場在2014年5月31日關場，並於同年7月動工拆除、2015年10月拆除完畢。

## 交通
- 千駄谷門（主看台北側）
  - 都營地下鐵大江戶線－國立競技場站
  - JR中央總武線－千駄谷站
- 青山門（後看台）
  - JR中央總武線－信濃町站
- 代代木門（主看台南側）
  - JR中央總武線－千駄谷站
  - 東京地下鐵銀座線－外苑前站

## 演唱會
由於有噪音限制，所以國立霞丘陸上競技場從2005年開始，每年限定只有一組藝人開唱，加上容納數能達到6萬人，並不是一般歌手就能開唱，所以國立霞丘陸上競技場被認為是頂尖的夢幻舞台（甚至有「聖地」的美名），能登上这一舞台的艺人屈指可数；但在2012年是第一次破例讓嵐及彩虹樂團同年開唱。
隨著國立霞丘陸上競技場於2014年拆除重建，在工程開始前破例增加了艺人组数。競技場重建前，已在本场馆开唱的艺人共有7组。
- 2005年：SMAP
- 2006年：SMAP
- 2007年：DREAMS COME TRUE
- 2008年：嵐
- 2009年：嵐
- 2010年：嵐
- 2011年：嵐
- 2012年：嵐、彩虹樂團
- 2013年：嵐
- 2014年：桃色幸運草Z、彩虹樂團、AKB48（第二場因天雨關係取消）、保羅·麥卡尼（因身體不適而延期並改至其它地點開演[5]）、特別企劃「Japan Night、再見國立」（SEKAI NO OWARI、Perfume、生物股長等多組藝人）[6]